# Краули (окръг)
Окръг Краули (на английски: Crowley County) е окръг в щата Колорадо, Съединени американски щати. Площта му е 2072 km², а населението - 5810 души (2017). Административен център е град Ордуей.